# Xã Port Louisa, Quận Louisa, Iowa
Xã Port Louisa (tiếng Anh: Port Louisa Township) là một xã thuộc quận Louisa, tiểu bang Iowa, Hoa Kỳ. Năm 2010, dân số của xã này là 867 người.